# Dekanat Skoroszyce
Dekanat Skoroszyce – jeden z 36 dekanatów w rzymskokatolickiej diecezji opolskiej.
W skład dekanatu wchodzi 12 parafii:
- parafia Św. Katarzyny Aleksandryjskiej → Bielice
- parafia Św. Mikołaja → Grabin
- parafia Św. Marcina Biskupa → Jasienica Dolna
- parafia Św. Marii Magdaleny → Łambinowice
- parafia św. Andrzeja Apostoła → Makowice
- parafia Św. Apostołów Piotra i Pawła → Pakosławice
- parafia Św. Michała Archanioła → Prusinowice
- parafia Św. Małgorzaty → Reńska Wieś
- parafia Świętych Apostołów Piotra i Pawła → Sidzina
- parafia Św. Jadwigi Śląskiej → Skoroszyce
- parafia Podwyższenia Krzyża Świętego → Wierzbie
- parafia Narodzenia Najświętszej Maryi Panny → Włodary